# 複十字病院
複十字病院（ふくじゅうじびょういん）は、公益財団法人結核予防会が、東京都清瀬市松山に設置する病院。

## 概要
救急告示病院であり、東京都肺がん診療連携協力病院、東京都大腸がん診療連携協力病院、東京都乳がん診療連携協力病院、東京都感染症診療協力医療機関、東京都感染症入院医療機関、結核医療高度専門施設（厚生労働省）東京都地域連携型認知症疾患医療センター、東京都難病医療協力病院、東京都アレルギー疾患医療専門病院、東京都地域医療支援病院に指定されている。

## 沿革
- 1939年5月 - 財団法人結核予防会設立　総裁は雍仁親王妃勢津子
- 1947年11月 - 結核研究所臨床部に病棟開設（152床）
- 1958年4月 - 結核研究所から独立　結核研究所付属療養所になる（635床）
- 1977年2月 - 結核研究所付属病院に名称変更
- 1989年6月 - 複十字病院に名称変更
- 1994年4月 - 本会総裁に文仁親王妃紀子、秩父宮妃は名誉総裁に就任
- 1996年4月 - 訪問看護開始
- 1998年6月 - 健康管理センターで人間ドック開始
- 1998年6月 - 整形外科、神経内科病棟開設
- 1999年10月 - 訪問診療開始
- 2000年8月 - 結核病棟の一部を多剤耐性結核病棟専門施設へ改修
- 2002年2月 - 療養型病棟開設
- 2004年4月 - 乳がん検診開始
- 2005年10月 - PET/CT検査開始
- 2006年8月 - 外来化学療法開始
- 2010年7月 - 公益財団法人認定
- 2011年10月 - 相談支援センターの開設
- 2012年1月 - 訪問看護ステーションの開設
- 2012年4月 - 東京都がん診療連携協力病院に指定（肺がん・大腸がん・乳がん）
- 2013年4月 - 長崎大学連携大学院（臨床抗酸菌学）発足、認知症診療支援センター開設
- 2016年4月 - 診療情報管理部、結核センター、臨床医学研修部を開設、組織改正に伴いがんセンター、認知症センター、薬剤部に改組
- 2016年7月 - 東京都地域連携型認知症疾患医療センターに指定
- 2017年6月 - 地域包括ケア病棟開設
- 2019年4月 - 東京都アレルギー疾患医療専門病院に指定
- 2019年9月 - 東京都地域医療支援病院に指定

## 診療科
- 呼吸器内科[3]
- 呼吸器外科[3]
- 内科[3]
- 消化器外科[3]
- 消化器内科[3]
- 乳腺外科[3]
- 循環器内科[3]
- 耳鼻咽喉科[3]
- 泌尿器科[3]
- 歯科[3]
- 糖尿病内科[3]

## 医療機関の認定
- 保険医療機関[3]
- 結核指定医療機関[3]
- 労災保険指定医療機関[3]
- 生活保護法指定医療機関[3]
- 第二種感染症指定医療機関[3]
- 指定自立支援医療機関（精神通院医療）[3]
- 公害医療機関[3]
- 身体障害者福祉法指定医の配置されている医療機関[3]
- 地域医療支援病院[3]
- DPC対象病院[3]

## 交通アクセス
- 西武池袋線「清瀬駅」南口より徒歩12分[4]。
- 西武池袋線「清瀬駅」より西武バス「清瀬駅南口」停留所2番乗り場より「久米川駅北口行」「滝山営業所行」「下里団地行」「花小金井駅行」「久米川駅北口行」「所沢駅東口行」「清瀬駅南口行（循環）」のいずれかに乗車、「複十字病院前」停留所下車[4]。
- JR中央本線「武蔵小金井駅」より西武バス「清瀬駅南口行」バス乗車、「保育園入口」停留所より徒歩5分[4]。
- 西武新宿線「久米川駅」より西武バス「清瀬駅南口行（久11）」乗車、「複十字病院」停留所下車[4]。

## 周辺
- 日本看護協会看護研修学校
- 国立看護大学校
- 救世軍清瀬病院
- 東京都立清瀬高等学校

## 関連人物
- 及川真一（医学者。高脂血症・糖尿病治療の第一人者。） - 当院糖尿病・生活習慣病センター長。